# Warren Beatty
Henry Warren Beaty (født 30. marts 1937) er bedre kendt som Warren Beatty, han er en amerikansk skuespiller, producer, manuskriptforfatter og filminstruktør. 
Sammen med søsteren Shirley MacLaine, begyndte Beatty som barneskuespiller i sin mors amatørteater. I 1961 fik han sin filmdebut med Feber i blodet (Splendor in the Grass). Hans gode udseende og dragende personlighed appellerede til tidens ungdom, men efter debuten søgte han bevidst væk fra indlysende roller for at spille mere komplekse karakterer. Hans popularitet og stjernestatus blev cementeret med hovedrollen i Arthur Penns Bonnie og Clyde (1967), der samtidig var den første film, som Beatty selv producerede. 
I 1978 instruerede han sin første film, Himlen må vente (Heaven Can Wait), der blev nomineret til en oscar for bedste film. I 1981 vandt han en oscar for bedste instruktør for sin anden film Reds, hvor han også spillede hovedrollen som den amerikanske journalist og kommunist, John Reed. Derudover har han instrueret Dick Tracy (1990) og Bullworth (1998).
Uden for filmlærredet har han haft et ry som playboy i kraft af affærer med flere af filmverdenens smukkeste skuespillerinder. I 1992 blev han gift med Annette Bening. Han har desuden været involveret i politik, blandt andet i forbindelse med valgkampagner for flere demokratiske præsidentkandidater, første gang i 1968 for Robert F. Kennedy.

## Filmografi
- Town & Country (2001)
- Bulworth (1998)
- Love Affair (1994)
- Bugsy (1991)
- Dick Tracy (1990)
- Ishtar (1987)
- Reds (1981)
- Heaven Can Wait (1978)
- The Fortune (1975)
- Shampoo (1975)
- The Parallax View (1974)
- $ (1971)
- McCabe & Mrs. Miller (1971)
- The Only Game in Town (1970)
- Bonnie and Clyde (1967)
- Kaleidoscope (1966)
- Promise Her Anything (1965)
- Mickey One (1965)
- Lilith (1964)
- All Fall Down (1962)
- The Roman Spring of Mrs. Stone (1961)
- Slendor in the Grass (1961)

Derudover har Warren Beatty været med i en række tv-serier før 1961.

## Ekstern henvisning
- Warren Beatty på Internet Movie Database (engelsk)
- Warren Beatty på Filmdatabasen
- Warren Beatty på Scope
- Warren Beatty på Svensk Filmdatabas (svensk)
- Warren Beatty på AlloCiné (fransk)
- Warren Beatty på AllMovie (engelsk)
- Warren Beatty på Turner Classic Movies (engelsk)
- Warren Beatty på Turner Classic Movies (engelsk)
- Warren Beatty på Rotten Tomatoes (engelsk)
- Warren Beatty på The Movie Database (engelsk)

## Fodnoter
1. ↑  Nicolas Barbano: Warren Beatty har haft alle dine drømmekvinder (PS Pige-Special nr. 4, 1994)

 Der er for få eller ingen kildehenvisninger i denne artikel, hvilket er et problem. Du kan hjælpe ved at angive troværdige kilder til de påstande, som fremføres i artiklen.
| Priser                                                      | Priser                                    | Priser                                         |
| ----------------------------------------------------------- | ----------------------------------------- | ---------------------------------------------- |
| Foregående: Robert Redford for En ganske almindelig familie | Oscar for bedste instruktør 1981 for Reds | Efterfølgende: Richard Attenborough for Gandhi |